# Line Array

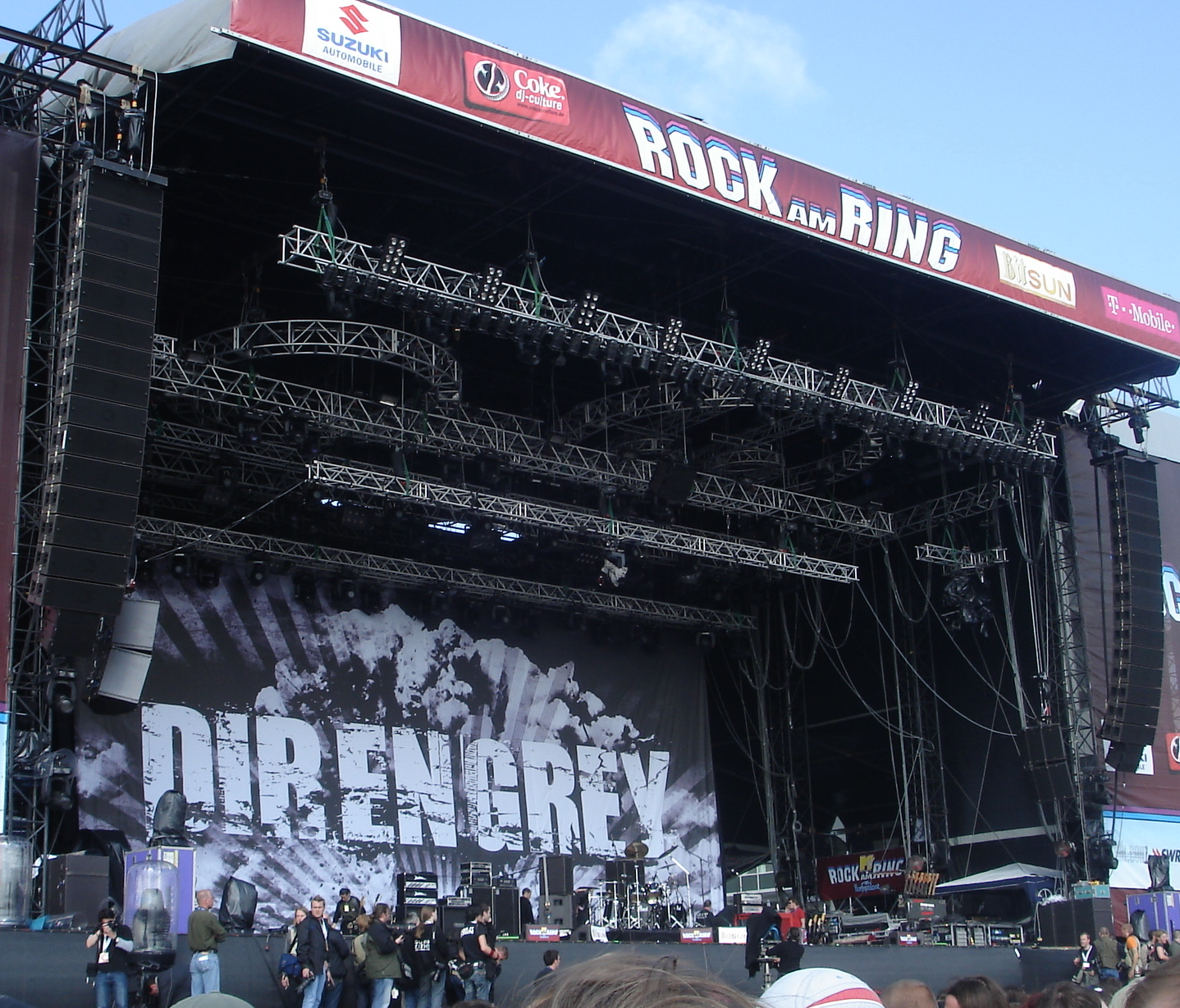
Rock am Ring-Festival mit PA-Lautsprechern in zwei Line-Array-Anordnungen, jeweils rechts und links von der Bühne. Jede der Lautsprecher-Anordnungen ist etwa 6 m hoch.

Der Begriff Line Array bezeichnet ein Konzept von PA-Anlagen, die ihren Einsatz bei Konzerten oder anderen Liveveranstaltungen finden. Es handelt sich um ein Lautsprechersystem zur Übertragung von Musik oder Sprache über größere Distanzen, also beispielsweise das Auditorium eines großen Konzertes.

## Funktionsprinzip

### Grundlagen

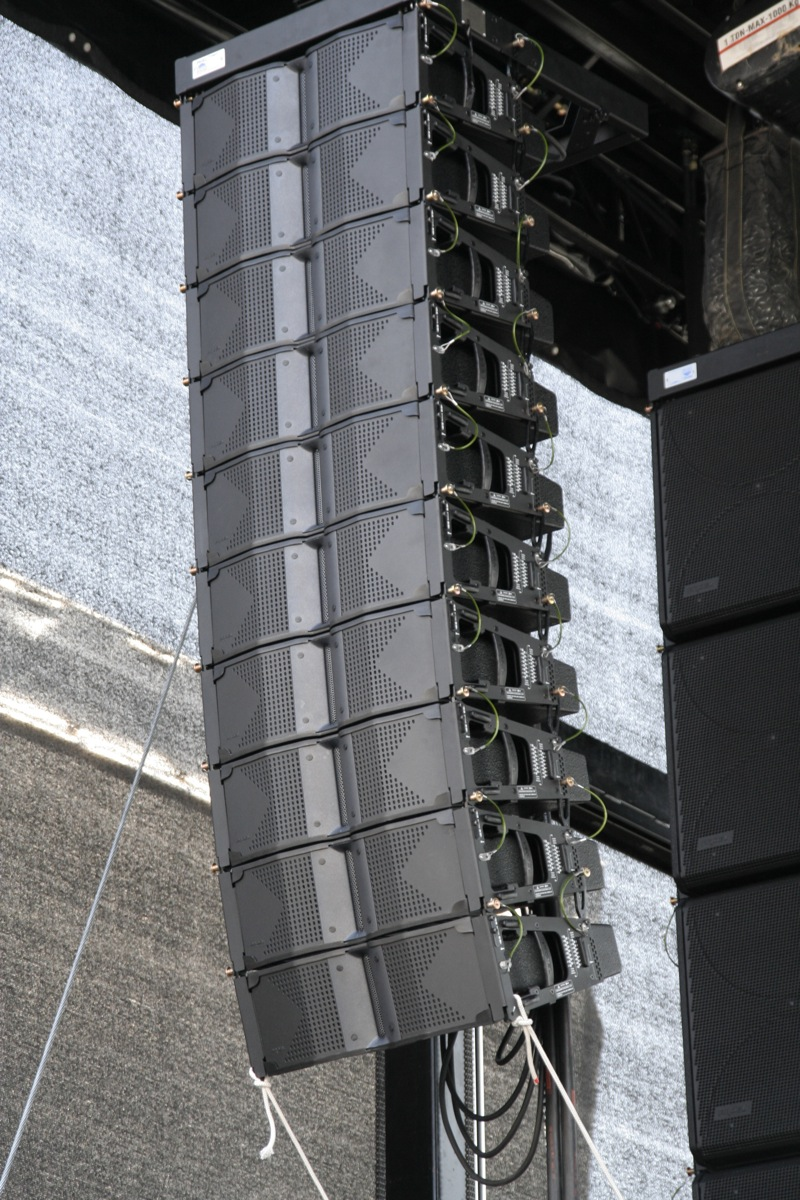
Line Array, Gesamthöhe etwa 2,50 m

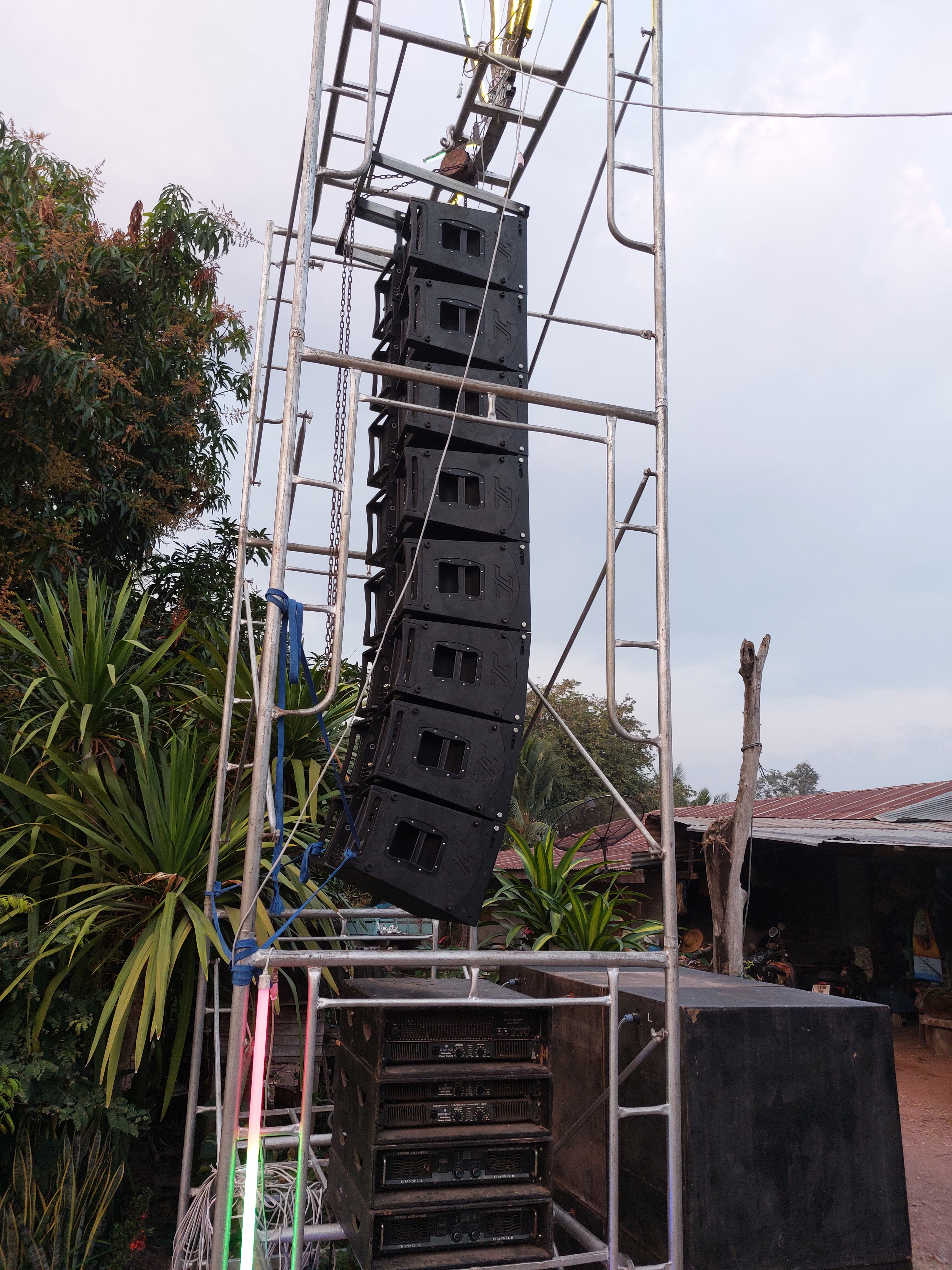
Line Array mit Verstärkern und Bass-Lautsprechern auf Baugerüst.

Man unterscheidet zwischen konventionellen Lautsprechersystemen, bei denen mehrere Lautsprecher in horizontaler Ebene – also nebeneinander – angeordnet werden, um eine bestimmte Fläche ausreichend zu beschallen, und den Line-Array-Systemen, die aus übereinander gestapelten Lautsprechern bestehen.
Grundgegebenheit einer Beschallungssituation ist es, eine räumlich begrenzte Fläche beziehungsweise das Auditorium mit Schall zu versorgen. Dieser soll im Idealfall mit einem linearen Frequenzgang und linearem Phasenverhalten ohne Interferenzen alle Punkte im Raum mit demselben Signal in ausreichendem Pegel versorgen. Um genügend Pegel zu erhalten, ist ein einzelner Lautsprecher pro Bühnenseite (Stereobeschallung) in den meisten Fällen nicht ausreichend. Bei der Kombination mehrerer Lautsprecher ergeben sich Überschneidungsbereiche (Interferenzen), die zu Auslöschungen im Frequenzbild und somit zu schlechtem Klang führen. Der Grund hierfür ist, dass identische Schallwellen von mindestens zwei unterschiedlichen Punkten (Lautsprechern) aus gesendet werden. Je nach Phasenlage führt dieses bei bestimmten Frequenzen zu Auslöschungen, bei anderen wiederum zu Verstärkungen. Das Ergebnis ist ein kammgefilterter Frequenzgang und somit unbefriedigender Klang.

### Linienwelle
Um diesem Problem zu begegnen, geht man bei der Technik der Line Arrays einen anderen Weg: Diese arbeiten nach dem Prinzip einer Linien-Welle mit endlicher Länge. Jedes Element hat in der horizontalen Ebene einen fest definierten Abstrahlwinkel von meistens 70 bis 120 Grad, was ausreichend ist, um das gesamte Auditorium von zwei Punkten aus – also ohne nebeneinander stehende Lautsprecher – zu versorgen. In der vertikalen Ebene ist das Abstrahlverhalten isophasisch, d. h., dass alle zu übertragenden Frequenzen gleichphasig in nur eine Richtung gelenkt werden. Werden mehrere solcher Elemente übereinander gruppiert, so ergibt sich in der Vertikalen eine kohärente Wellenfront, die nahezu keine Interferenzen aufweist, da jeder Punkt im Raum von nur einem Lautsprecher pro (Stereo-)Seite beschallt wird.
Mit dieser Technik ist es ohne Probleme möglich, von der Bühne aus ein komplettes Auditorium mit mehreren tausend Personen zu beschallen, da jedes Lautsprecherelement des Line Array durch die starke Bündelung des Schalls in der Entfernung einen wesentlich höheren Schalldruckpegel aufweist.

### Wellenausbreitung
Bei herkömmlichen Lautsprechern, sei es als Direktstrahler oder Hornsystem, geht man im Fernfeld von einer sphärischen Form der Wellenausbreitung aus. Messungen unter Freifeldbedingungen ergeben für diesen Fall einen von der Messentfernung unabhängigen Verlauf des Frequenzgangs, der pro Entfernungsverdopplung um 6 dB abfällt ohne sich in seiner Form zu ändern.
Die Fernfeldbedingung ist für eine typische Messentfernung von 4 m bereits klar erfüllt. 
Anders sieht es dagegen bei Lautsprechern großer Ausdehnung in einer Richtung oder Ebene aus. Linienquellen oder Flächenstrahler verfügen über ein ausgedehntes Nahfeld, das weit in den Nutzbereich des Lautsprechers hineinreicht. Eine Linienquelle endlicher Ausdehnung strahlt im Nahfeld zunächst eine Zylinderwelle ab, die im Fernfeld in eine sphärische Wellenfront übergeht. Für den Bereich der Zylinderwelle fällt der Pegel in einer idealisierten Betrachtungsweise nur mit 3 dB pro Entfernungsverdopplung ab. Da dieser Übergang in einer frequenzabhängigen Entfernung erfolgt, ändert sich folglich der Frequenzgang eines solchen Systems mit der Messentfernung.

## Lautsprechersysteme
Um Lautsprecherelemente mit der Abstrahlcharakteristik einer Linienwelle herzustellen, sind einige technische und physikalische Hürden zu überwinden. In der horizontalen Abstrahlrichtung einen definierten Winkel über das gesamte Frequenzspektrum zu erreichen, ist unproblematisch. Dies erfolgt wie bei konventionellen PA-Systemen auch durch den Einsatz von Hörnern mit entsprechenden Öffnungswinkeln und Biegungen für die einzelnen Wege.
Der Anspruch an das vertikale Abstrahlverhalten, eine isophasische Wellenfront zu erzeugen, ist weit schwieriger umzusetzen. Im Hochtonbereich gibt es dazu unterschiedliche Ansätze. Allen gemeinsam ist die Verwendung so genannter Wave-Guides. Dabei handelt es sich um Hörner, an die ein konventioneller Hochtontreiber angeschlossen wird und dessen Schall an der Hornöffnung phasengleich austritt.
Das französische Unternehmen L-Acoustics gilt als Pionier im Bereich der modernen Line-Array-Technologie. Ihr 1992 mit dem System V-DOSC auf den Markt gebrachtes, weltweit erstes funktionierendes Line Source Array arbeitet mit einem im Horninneren platzierten Phase-Plug oder Waveguide, der benutzt wird, um den Schall verschiedener Wellenlängen umzuleiten. Dieser Waveguide ist weltweit durch Patente geschützt. Das V-DOSC-System ist seit 1992 praktisch unverändert im Einsatz und gilt allgemein als Industriestandard im Bereich der Line-Array-Systeme.
Bei der Vorgehensweise des Herstellers JBL geschieht dieses durch eine lange Kanalisation des Schalls mit unterschiedlich langen Wegen für die verschiedenen Wellenlängen. Bis zur Hornöffnung sind schließlich die Laufzeitunterschiede ausgeglichen und der Schall gelangt als kohärente Wellenfront nach außen. Einen anderen Weg geht man bei dem Hersteller NEXO. Hier strahlt ein gewöhnlicher Hochtontreiber seinen Schall auf einen parabolischen Reflektor, der die unterschiedlichen Wellenlängen durch seine Krümmung gleichphasig ausrichtet.
Ergebnis bei allen Ansätzen ist eine kohärente Wellenfront für den Hochtonbereich. Im Mitteltonbereich besitzen übereinander angeordnete Lautsprecher aufgrund der längeren Wellen die Eigenschaft, ihren Schall zu bündeln. Dieses macht man sich bei Line Arrays zunutze, indem in jedem einzelnen Element die Mitteltontreiber übereinander angebracht werden. Beim Stacking des gesamten Arrays befinden sich also letztlich die Treiber aller Elemente in einer vertikalen Linie und fungieren somit als Linienquelle.
Dieses gilt in vertikaler Ebene tendenziell auch für den Tieftonbereich, allerdings werden aufgrund der schmalen Bauform der Lautsprecher zumindest in horizontaler Richtung die unteren Frequenzen um das Array herumgebeugt und eher kugelförmig abgestrahlt.
Bezüglich der Übertragung des Subbassbereiches gibt es zwischen Line Array und konventionellem Beschallungssystem keinen Unterschied. Hierfür werden nach wie vor nach dem Bassreflexprinzip arbeitende oder horngeladene Bässe mit großen Tieftontreibern eingesetzt. Diese stehen wie gewohnt vor oder seitlich der Bühne, können aber bei einigen Herstellern auch im Line-Array angeordnet werden.

## Einsatz
Um einen ganzen Saal zu beschallen, genügt es nicht, einfach die Elemente eines Line Array gerade übereinander zu stapeln. Da das linienartige Richtverhalten der Lautsprecher ab einer gewissen Entfernung trotzdem breiter wird, würden sich dadurch erneut Überschneidungsbereiche bilden. Nachteilig wäre außerdem die Konzentration der gesamten Leistung auf einen relativ geringen beschallbaren Raum.
Um diesen Faktoren entgegenzuwirken und sie sich zu Nutze zu machen, wird das Line Array in erhöhter Position (geflogen) und gebogener Anordnung (gecurved) aufgehängt. Die einzelnen quer liegenden Elemente werden an ihren vorderen Ecken fest, aber anwinkelbar verbunden. An den hinteren Ecken der trapezförmigen Gehäuse sorgen in mehreren Rasterpunkten einsetzbare Verbindungsstücke für den richtigen Winkel der Lautsprecher zueinander.
Wendet man diese Technik auf beispielsweise acht zusammenhängende Elemente an, so erhält man ein gebogenes Array von Lautsprechern („Banane“).

## Vorteile
Die Vorteile im Abstrahlverhalten des gesamten Arrays liegen also vor allem in der Interferenzfreiheit und gleichmäßigen Schalldruckverteilung über den gesamten Zuschauerraum. Dieses wird durch gezielte und kontrollierte Abstrahlung des Schalls sowie exaktes Zusammenwirken der einzelnen Elemente erreicht.
Hieraus ergibt sich allerdings auch ein Nachteil: Um das System korrekt und effektiv einzusetzen, bedarf es genauer Planung. Der System Engineer muss dazu Informationen über die Geometrie und Beschaffenheit des zu beschallenden Raumes erhalten. Hier stehen dem Benutzer Computersimulationen zur Seite, ohne die eine genaue Berechnung des Aufstellungsortes, der richtigen Höhe und Winkel sowie Anzahl und Typ der Lautsprecher sehr kompliziert und zeitaufwendig wäre. Diese Programme werden in der Regel von den Herstellern der Line-Array-Systeme zur Verfügung gestellt und sind auf diese zugeschnitten.
Die hohe Reichweite dieser Art der Beschallung lässt leicht erkennen, dass Line Arrays nicht für kleine Räume geeignet sind. Hier wäre mit starken Reflexionen von der Rückwand zu rechnen, was der Vermeidung von Interferenzen entgegenwirken würde.
Einen großen Vorteil haben Line Arrays in puncto Handling gegenüber konventionellen Systemen. Im Gegensatz zu diesen besteht ein Line Array konstruktionsbedingt aus vielen kleinen Elementen, die Auf- und Abbau sowie Transport und auch Austausch erheblich leichter gestalten.